# Lituo (matematica)

La spirale

Il lituo è un tipo di spirale archimedea in cui (in coordinate polari) l'anomalia {\displaystyle \theta } è inversamente proporzionale al quadrato del raggio vettore {\displaystyle r}.
{\displaystyle r^{2}\theta =k,}
con {\displaystyle k} costante reale non nulla. Esso è asintotico alla retta di equazione {\displaystyle \theta =0} (l'asse delle {\displaystyle x} in coordinate cartesiane) e si avvicina asintoticamente all'origine degli assi.
Il lituo è composto da due rami, uno corrispondente ai valori positivi di {\displaystyle r} e l'altro corrispondente ai valori negativi.

## Storia
Il professore di Cambridge Roger Cotès (1682-1716) fu il primo a studiare la curva. Il suo lavoro è stato pubblicato solo dopo la sua morte. Fu però il matematico scozzese Colin Maclaurin a dare alla curva il suo nome nel suo libro "Harmonia Mensurarum" (1722) usando la rassomiglianza della curva con un pastorale (in latino lituus).

## Proprietà
Poiché l'area del settore circolare è:
{\displaystyle A={\frac {1}{2}}r^{2}\theta ,}

Costanza dell'area dei settori circolari

è facile vedere come una definizione alternativa del lituo è: il luogo dei punti individuato da un punto {\displaystyle P} che si muove in modo tale che l'area di un settore circolare di raggio {\displaystyle OP,} con {\displaystyle O} origine degli assi cartesiani, rimane costante all'aumentare dell'angolo. In altre parole, supponiamo che {\displaystyle M_{1}} sia un punto sulla curva, e {\displaystyle M_{2}} un punto posto sull'asintoto a distanza {\displaystyle OM_{1}} dall'origine {\displaystyle O.} Allora l'area del settore circolare {\displaystyle OM_{1}M_{2}} rimane costante mentre {\displaystyle M_{1}} si sposta verso il centro sulla curva.
Un'immagine chiarificatrice è qui a destra.
La curva ha punti di flesso in {\displaystyle (\theta ,r)=\left({\frac {1}{2}},k{\sqrt {2}}\right)} e {\displaystyle (\theta ,r)=\left({\frac {1}{2}},-k{\sqrt {2}}\right)} dove {\displaystyle k} è la costante della curva
La curvatura {\displaystyle K} e l'angolo tangente {\displaystyle \phi } sono date da:
{\displaystyle K(\theta )=(8\theta ^{2}-2)\left({\frac {\theta }{1+4\theta ^{2}}}\right)^{\frac {3}{2}},}
{\displaystyle \phi (\theta )=\theta -\arctan(2\theta ).}

## Coordinate cartesiane
Il ramo della curva corrispondente ai valori positivi di {\displaystyle r} può anche essere rappresentato in coordinate cartesiane nel seguente modo:
{\displaystyle {\begin{cases}x=r\cos \theta ={\sqrt {\frac {k}{\theta }}}\cos \theta \\y=r\sin \theta ={\sqrt {\frac {k}{\theta }}}\sin \theta \\\end{cases}}}